# Macrale

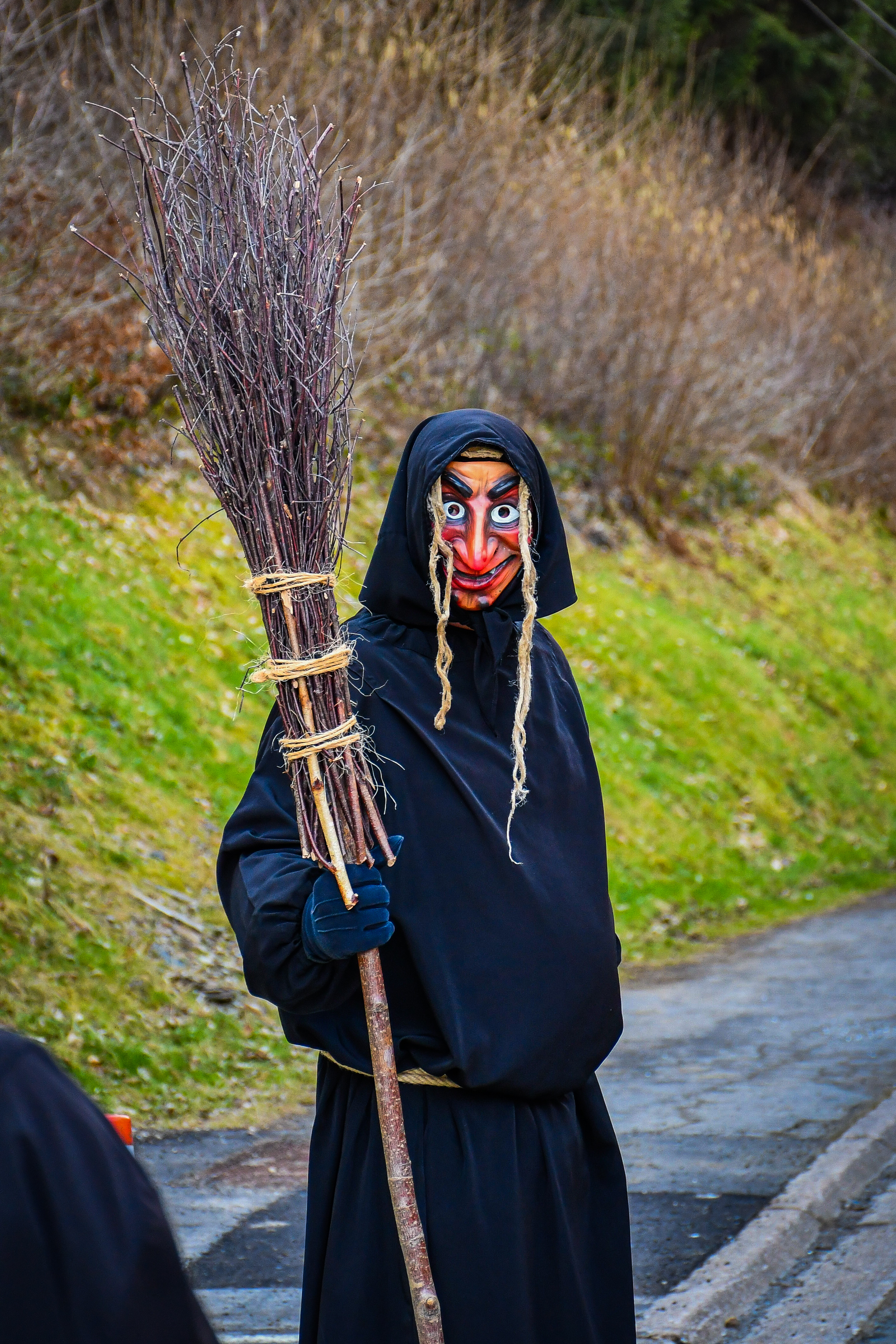
Une Marcralle de Vielsalm

La macrâle, makrâlle, macralle, macrale (ou makrallen en flamand) désigne une sorcière en Wallonie, en Flandre et dans les Ardennes. Le terme macrâle provient du wallon liégeois et luxembourgeois et a comme masculin le terme macrê qui quant à lui signifie sorcier,. Selon Pierre Dubois, la macrâle est un mélange d'elfe et de sorcière qui affectionne les sabbats, et se promène durant la nuit en lançant un florilège de maléfices. La macrâle est accusée d'être responsable de bien des maux, tels que la venue de l'hiver, des inondations et des épidémies,. Elles peuplent les forêts comme d'autres créatures du folklore belge et ardennais (nutons, sottai, Bayard).
De nombreux groupes folkloriques représentent des macrales et sorcières, notamment dans les sabbats de Haccourt, Vielsalm, Ellezelles (où elles sont appelées "chorchîles"), Stambruges, Beselare, Biévène, à la Tchesse aux Macralles (chasse aux sorcières) d'Ermeton-sur-Biert, durant les festivités du 15 août en Outremeuse (Liège),, aux carnavals de Marche-en-Famenne, de Lobbes et d'Hélecine. Certains groupes sont complétés par des géants comme à Ellezelles, Tilff, Stambruges, Hélécine, Beselare, Biévène, Haccourt, Loupoigne, Hasselt, ...
En fonction de leur zone géographique, elle prennent le nom de macrâle (et ses dérivés), sorcières ou chorchîles (Wallonie), makrallen ou heksen (Flandre).

## Description de la macrale
Faisant partie intégrante du folklore wallon et flamand, des confréries de sorcières défilent régulièrement lors de diverses manifestations, mettant en scène, pour certaines d'entre elles, des reconstitutions du jugement des sorcières du XVIe siècle, pendant la période de l'Inquisition sous Philippe II d'Espagne,. Dans ces fêtes populaires, les macrales arborent des éléments de tenue caractéristiques :
- une vielle toge ou une longue robe, noire de préférence (couleur associée au diable)[6],[13],[14] ;
- un mouchoir de cou rouge à pois blancs ou un châle tricoté et coloré[6],[13],[14] ;
- une gamette, coiffe blanche rappelant le style des béguines[6],[13] ;
- un chapeau noir pointu, inspiré de celui du Malade Imaginaire[6],[13] ou un fichu (foulard couvrant la tête) ;
- un balai, appelé « ramon » en wallon, indispensable à leur personnage[6],[13],[14] ;
- un masque, pour certaines, de vieille dame couvrant l’intégralité de la tête, si possible avec des pustules, un nez imposant, quelques cheveux épars mal coiffés[14].

## Groupes de sorcières en Belgique

### Flandre
- Sorcières de Beselare[15]
- Sorcières d'Hasselt[16]
- Sorcières de Blankenberge[17]
- Guilde des Sorcières de Gand[18]
- Guilde des Sorcières de Laerne[19]
- Macralles de Biévène[20]

### Wallonie
- Sorcières d’Ellezelles[21]
- Sorcières de Stambruges[22]
- Sorcières de Lobbes[23]
- Sorcières de Tilff[24]
- Sorcières de Lonzée[25]
- Sorcières de Warquignies[26]
- Macrales des Bachères (Tamines)[27]
- Macrales du Val de Salm (Vielsalm)[28]
- Macrales d’Hélécine[29]
- Macrales d’Ermeton-sur-Biert[30]
- Macrâles d’Haccourt[31]
- Macrâles de Marchen-en-Famenne[32]
- Rogjes Macrâles de Boncelles[33]
- Les Ténébreuses de Loupoigne[34]

## Sabbats en Belgique

### Les macralles du val de Salm
Les Macralles du val de Salm (ou de Vielsam) est un groupe folklorique fondé en 1955 et qui a été créé en l'honneur d'une légende locale, autour de la personnalité bien réelle de Marie-Joseph-Augustine Lemoine dite Gustine Maka,,. Celle-ci, née à Rencheux en 1836 et décédée à Turnhout en 1915, a été accablée par le sort en perdant ses deux maris jeunes et ses deux fils en bas âge. Esseulée, impotente mais dotée d'une imagination foisonnante, elle errait pliée en deux sur les routes de Vielsalm et épanchait ses malheurs aux oreilles attentives. C'est ce personnage qui est à l'origine de la légende ci-après :
Des jeunes amis avec à leur tête "Djingou l’fossi" (Djingou le fossoyeur) étaient partis à la recherche de myrtilles au lieu-dit « Bonalfat », massif boisé aux abords de Vielsalm. Mais cette année-là, l’hiver avait été particulièrement rude et les gelées avaient sévi jusqu'à tard au printemps, les myrtilles étaient donc rares. Leur recherche dura de longues heures mais ils ne trouvèrent aucune de ces précieuses baies. En revenant bredouille et penaud de leur cueillette infructueuse, quel ne fut pas leur surprise de croiser Gustine Maka avec sous son bras un "tchenna" (panier) rempli de myrtilles. La Gustine à leur étonnement rit sous cape et les invita "Vino beure on p’tit henna è magni do tcha-tcha" (venez boire un petit verre de peket (genièvre wallon) et manger du "tcha-tcha", sorte de nectar à base de myrtilles fraîches écrasées). Bien mal leur en pris d'accepter, car ces myrtilles surlesquelles ils se précipitèrent et se gavèrent tant et tant, étaient "emmacrallées"... Le maléfice les transforma en Macralles. "On vit soudain danser et tournoyer sept macrales." Le Val de Salm pouvait commencer à trembler,,,,...
Sur les hauteurs des rochers du Tiennemesse et sur les larges pelouses du parc communal, dans la pénombre du 20 juillet nocturne, surgissent sur leurs balais les Neurès Bièsses (bêtes noires en wallons, synonyme de macrâles). Celles-ci poursuivent le garde champêtre avant de se remettre le temps d'une soirée les clefs de la ville pour 24 heures par le bourgmestre. Elles se rassemblent ensuite et font Sabbat en présence du NeûrBo (bouc noir), figure du diable sorti tout droit des enfers, dans un spectacle apprécié par les foules. Tout en dansant et en chantant, elles se vantent, en wallon, des méfaits commis et des maléfices jetés durant l'année. Elles intronisent certaines personnalités, en leur faisant passer un rite d'initiation au cours duquel ils et elles doivent ingurgiter une cuillère du fameux tchatcha et réciter la formule magique : "Sôte Mirôte out' hayes èt bouchons" leur permettant de voyager en balai sans risques. Une fois, cette cérémonie terminée ils et elles signent un livre d'Or et sont désormais qualifiées de « Baron·ne des Frambâches », selon leur assiduité  ils peuvent accéder à des titres de haut rang tels que Vicomte, Comte, Marquis, Duc, Grand-Duc et enfin Prince des ténèbres... L'évènement permet en outre d'initier les loumerotes, feux-follets, à leur futur rôle de sorcière, titre auquel elles n'accèderont qu'à partir de deux ans d'apprentissage. Après une danse endiablée et satanique, les macrales s'évaporent dans la nuit et laissent place à un jeu de son, lumière et feu d'artifice,,,.

Le lendemain, le 21 juillet, munies de balais et de lanceurs de talc, elles viennent "embêter" la foule lors du défilé "carnavalesque" de la « fête des myrtilles »,. À la fin du cortège, elles viennent restituer les clés de la ville et lancer de gommes anisées en forme de souris.

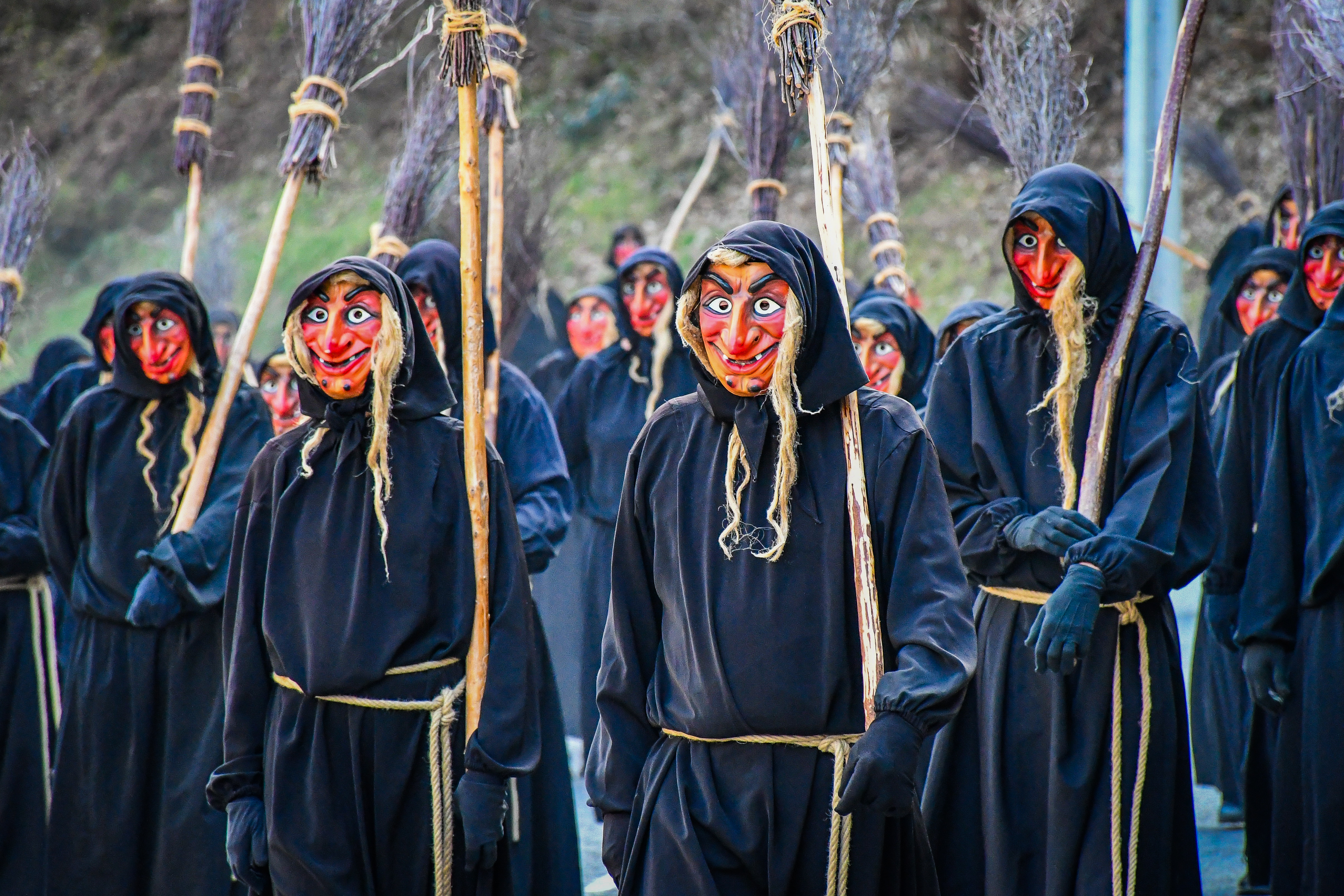
Les Macralles du Val de Salm (Vielsalm) au carnaval de Trois-Ponts (2025)
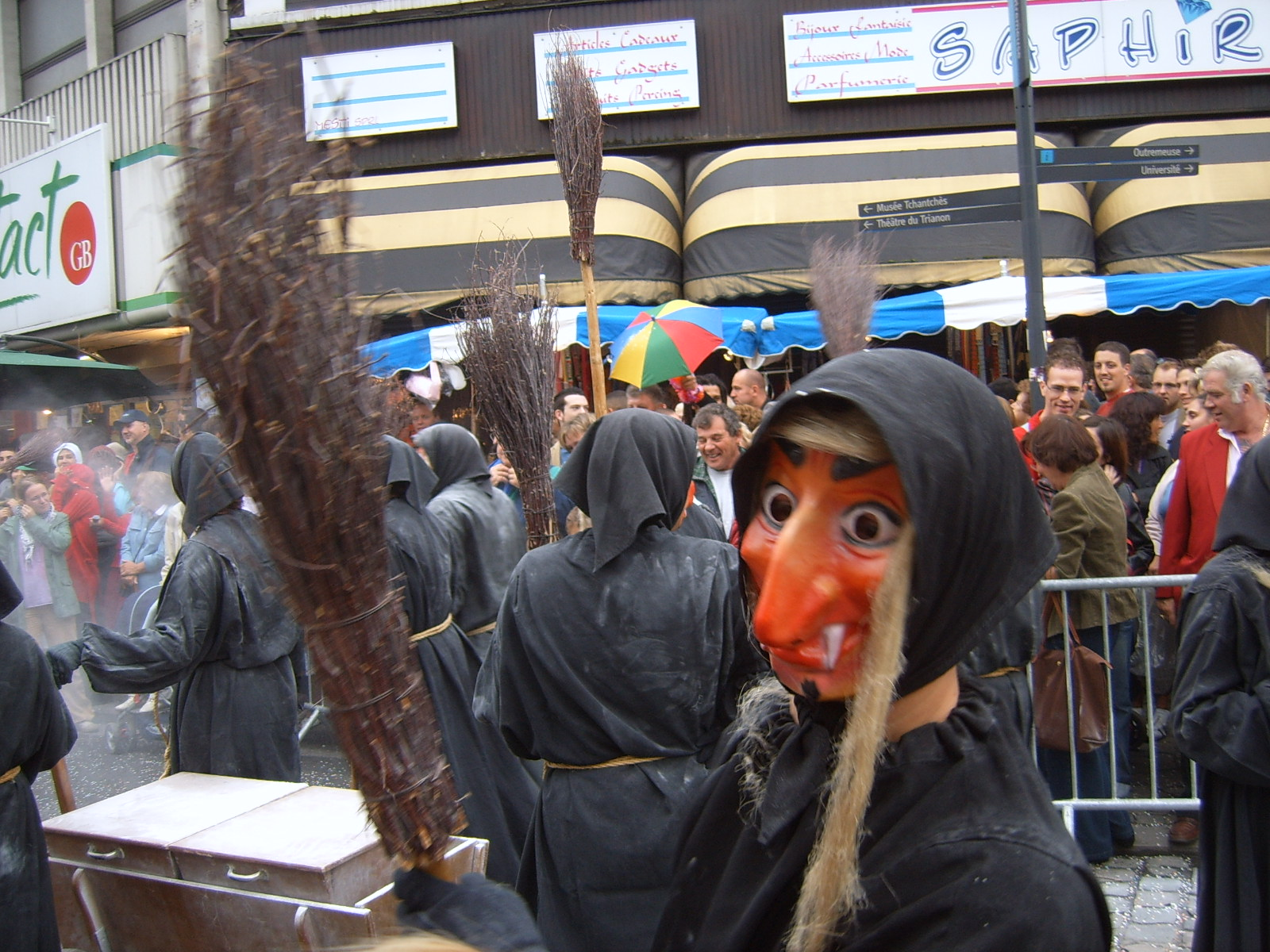
Les Macralles du Val de Salm (Vielsalm) aux Fêtes du 15 août en Outremeuse à Liège (2005)

### Les macrâles di Hacou
Cette pratique n'est pas sans rappeler le bûcher qu'ont dû subir des personnes soupsonnées d'hérésie mais accusées de "sorciers et sorcières" durant la période s'étalant du XVIe au XVIIIe siècle principalement. Un des derniers procès de sorcellerie, connu, eut lieu sur les Hautes terres de Froidmont entre Haccourt et Houtainen en 1731,. Les légendes sur les macrales ont perduré dans ce petit village a tel point qu'il a été surnommé "le pays des Macrâles",.
À partir de 1972, un groupe folklorique fut créé pour rendre hommage aux sorcières locales passées durant la "fête des Macrales". Certains membres (7, chiffre magique) de ce groupe ont des qualificatifs particuliers ainsi la·le président·e se nomme "Li Mêsse Macrès" (le Maître Sorcier) ou "Dame Macrale" tandis que d'autres ont les termes honorifiques de "Li Neûre Poye" (la poule noire), "Li Macrès r’Creyou" (qui est né sorcier). Durant les festivités, les Macrâles sont accompagnées d'une Macrâle géante nommée "Garite" ou "Gueritte", diminutif plausible de Marguerite ou d’une des dernières macrales reconnues par la mémoire populaire dans la région.
Les Macrâles viennent taquiner le public tout au long du cortège, armées de leur "ramon", elle viennent "émacraler" (ensorceler) les spectateurs. Elles dansent leur cramignon en se tenant par la main pour serpenter dans les rues au son d’airs folkloriques locaux.
Les Macrâles offrent à leur public des breuvages et mets typiques :
- Li Neur Pèkèt  (consommé lors des fêtes des Macrales et également toute l’année) est une boisson composée de neûres gruzales (cassis ou groseilles noires) et, dit-on, a la faculté de prolonger la jeunesse et préserver la santé par sa richesse en vitamines C, en glucides, et minéraux (phosphore, potassium, calcium) On lui prètes des vertus reminéralisante, antiscorbutique, utile en cas de rhumatismes, problèmes intestinaux, gastriques, osseux, nerveux, etc.
- Li Neûre Doreye est une tarte aux pommes et prunes séchées servie avec Li Neur Pèkèt.

### Les chorchîles d'Ellezelles
Tous les ans Ellezelles, village hennuyer du Pays des Collines, se peuple de sorcières (Chorchîles en picard) venues célébrées leur Sabbat des Sorcières, spectacle vivant, son et lumières, truffé d'anecdotes et de références à la vie locale et nationale, ranimant à la mémoire populaire le procès de cinq femmes ellezelloises : Quintine de le Glisserie (38 ans), Agnesse de la Plache (80 ans), Martine de le Vigne (50 ans), Catherine de le Voye (60 ans) et Magdelaine Lestarquy (65 ans), jugées pour sorcellerie, torturées et exécutées par la corde et par le feu le 26 octobre 1610 sur la Grand-Place de la ville de Lessines,. Une autre vague d'exécutions a précédé cet évènement en 1599, Jeanne du Transvoit (70 ans), Donasse le Latteur (56 ans) et Catherine de le Vallee (60 ans) ont subie un sort similaire. L'idée de ce Sabbat commémoratif en l'honneur de ces femmes condamnées à tort germe, après de multiples recherches archéologiques et historiques, dans l'esprit de Jacques Vandewattyne, artiste et professeur féru de folklore local. Le 1er juillet 1972 a eu lieu cette première fête qui s'organise depuis chaque dernier samedi du mois de juin.
Le Sabbat des Sorcières d'Ellezelles débute par un marché médiéval et de nombreuses animations de rue dans le centre du village. En fin d'après-midi, les sorcières, en compagnie de leurs géantes Quintine et Malfada, reprennent possession d'Ellezelles pour jeter des sorts aux nombreux spectateurs. Tandis qu'aux alentours de 22h, ces dernières prennent leur envol sur leur ramons en direction d'un pré du hameau de Camp et Haie (appelé aussi « l'mareû à Chorchîles ») où le Sabbat commence réellement. Ainsi, pendant toute la soirée, tout un florilège de personnages accompagnent les Chorchîles qui reprennent vie, dansent en ronde autour du Diable, racontent leurs méfaits qu’elles ont accomplis pendant l’année écoulée, en chantant leur incantation magique : « Houp, houp, riki, rikète, Pad’ zeûr lès haies et lès bouchons, (par-dessus les haies et les buissons). Vole au diâle et co pus long ! (vole jusqu'au diable et encore plus loin). » A la fin du Sabbat, la sorcière Quintine est capturée et jugée par la milice locale. Les festivités se clôturent, non pas l'exécution de cette dernière mais par une réhabilitation des sorcières et des victimes innocentes de l'Inquisition ainsi qu'un grand feu d’artifice.
Contrairement aux sorcières de Stambruges ou aux macralles de Vielsalm, les sorcières d'Ellezelles portent chacune un masque de vieille femme, un costume et un ramon (balai) différents. Elles sont accompagnées par leur diable, le vert bouc (créature fantastique à l'apparence de chèvre verte qui emmène les sorcières au Sabbat) et le loup-garou.
La brasserie des légendes située dans la région a développé une gamme de bière en l'honneur des légendes et personnages mythologiques régionaux, dont la gamme Quintine.

Depuis 1973, une géante honore également la mémoire de Quintine de le Clisserie. Réalisée initialement par l'artiste local Jacques Vandewattyne (alias "Watkyne"), elle sera recréée en 2017 par Christian Pieman.

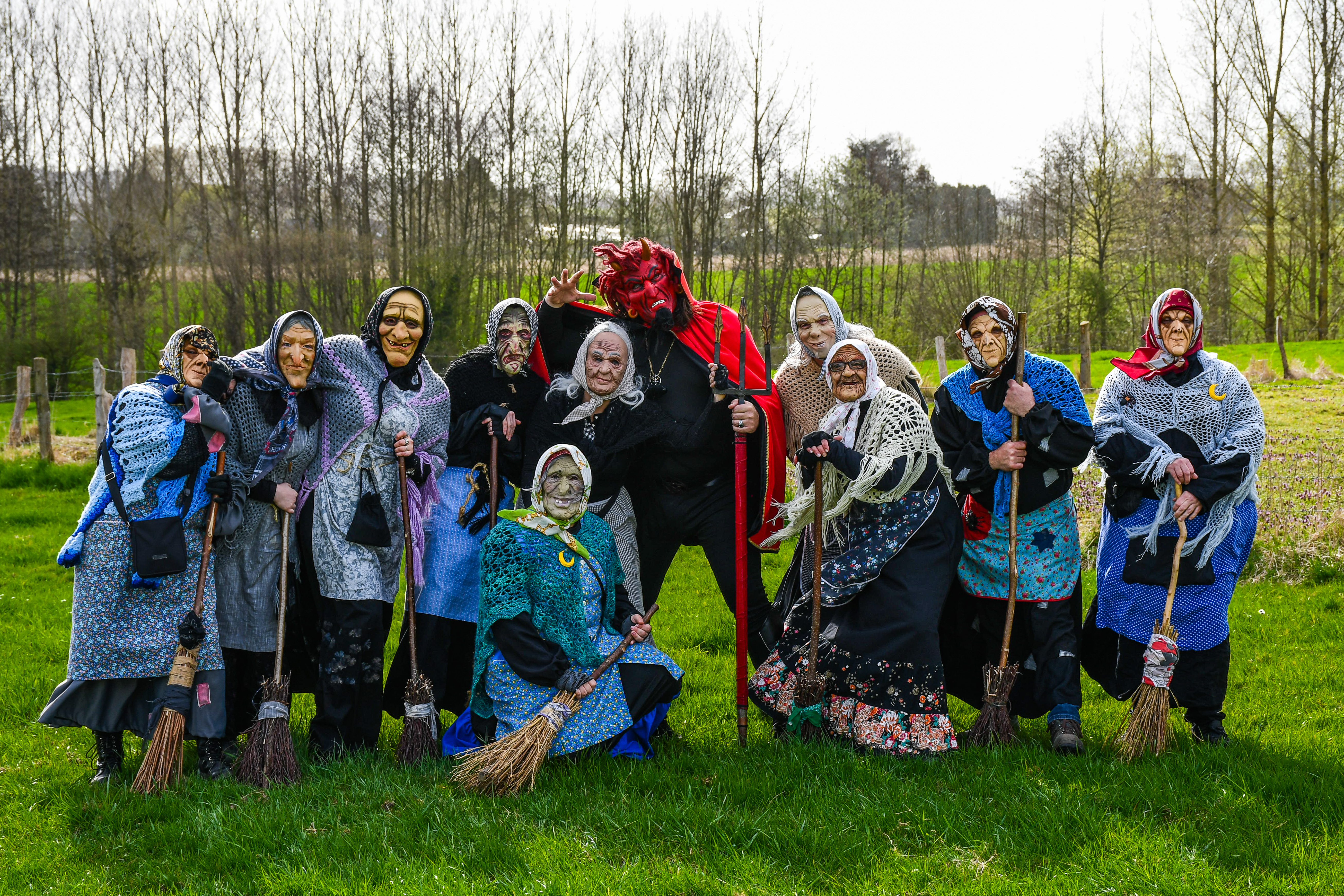
Sorcières du Sabbat d'Ellezelles
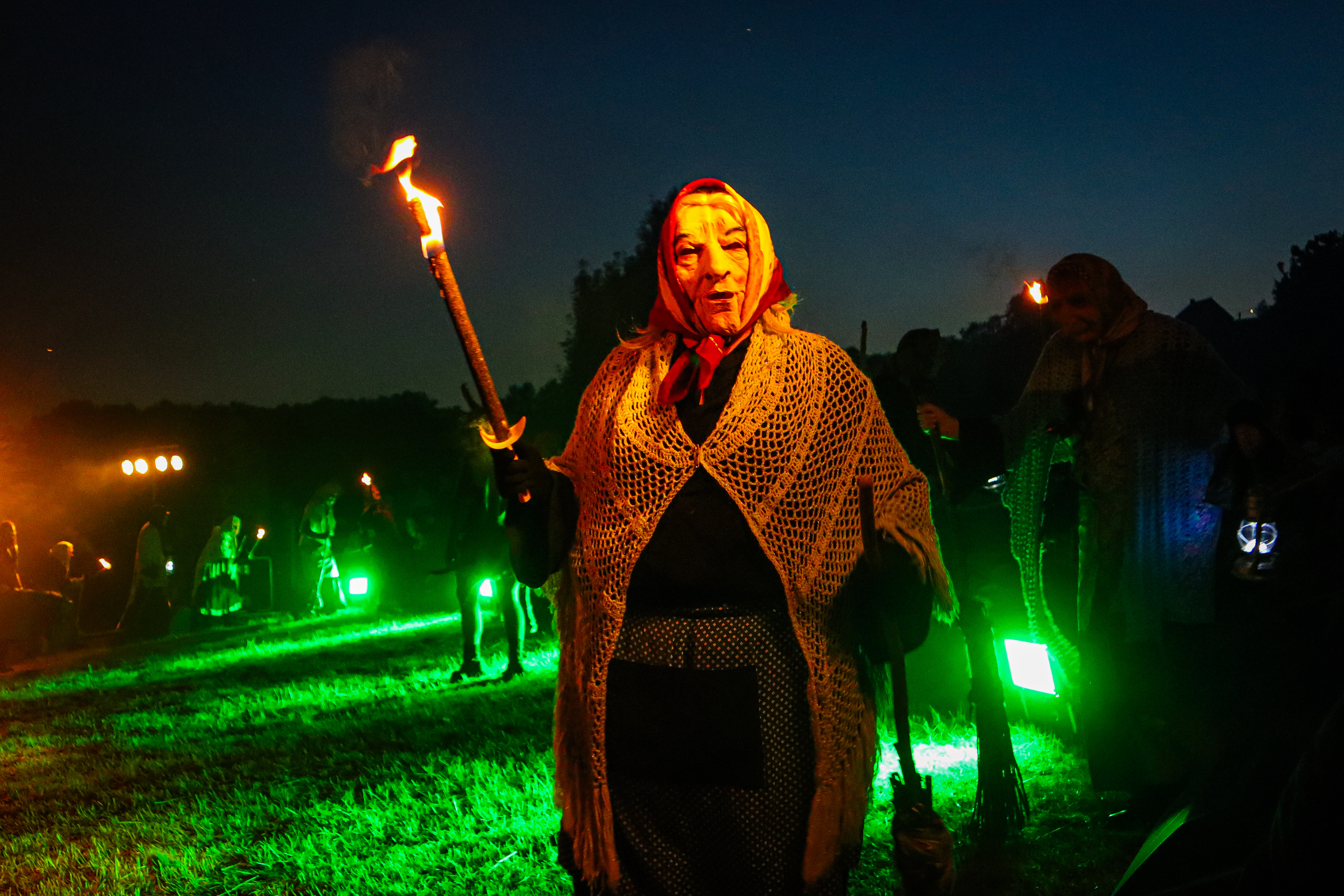
Sorcière du Sabbat d'Ellezelles
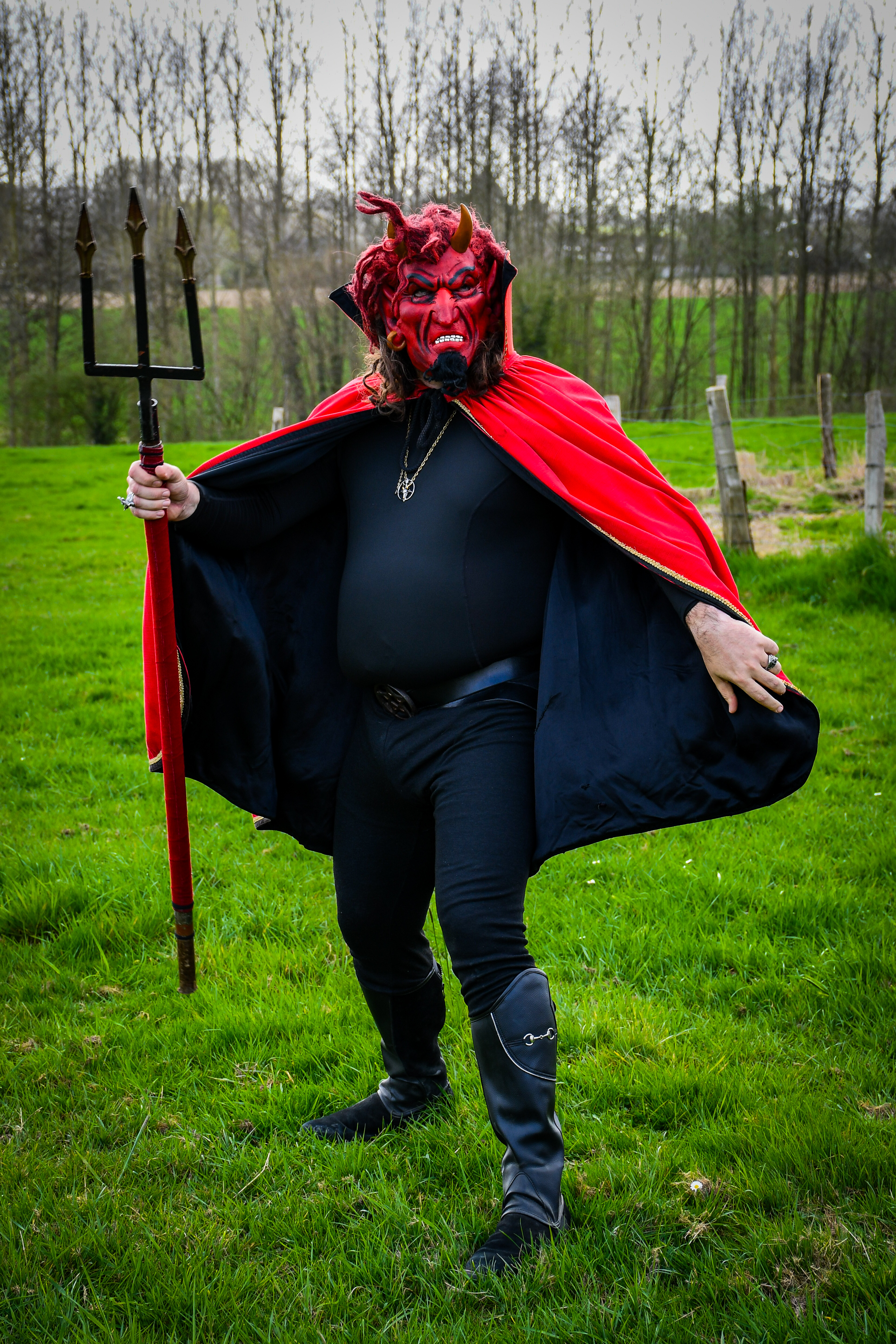
Diable du Sabbat des Sorcières d'Ellezelles
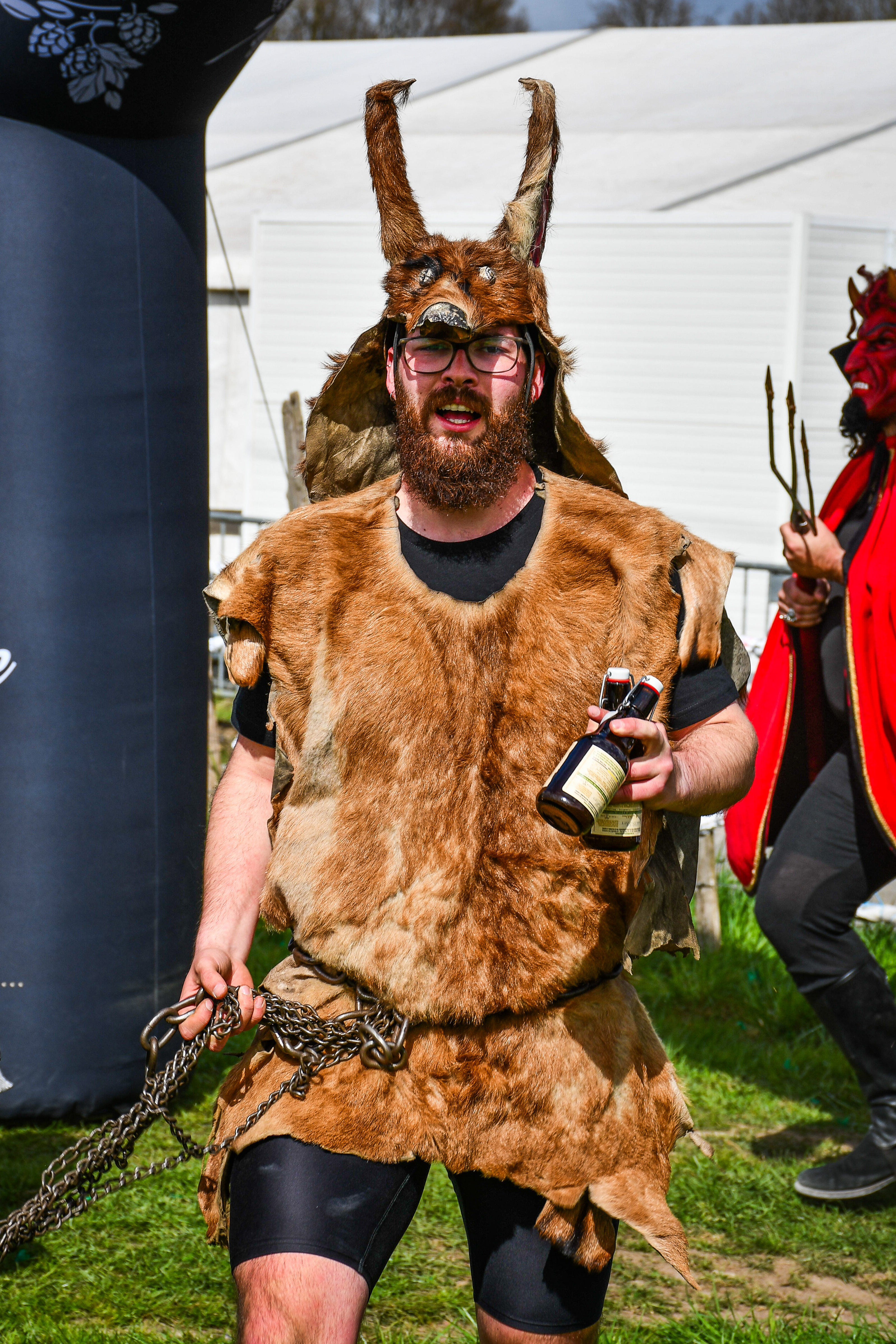
Loup-garou du Sabbat des Sorcières d'Ellezelles
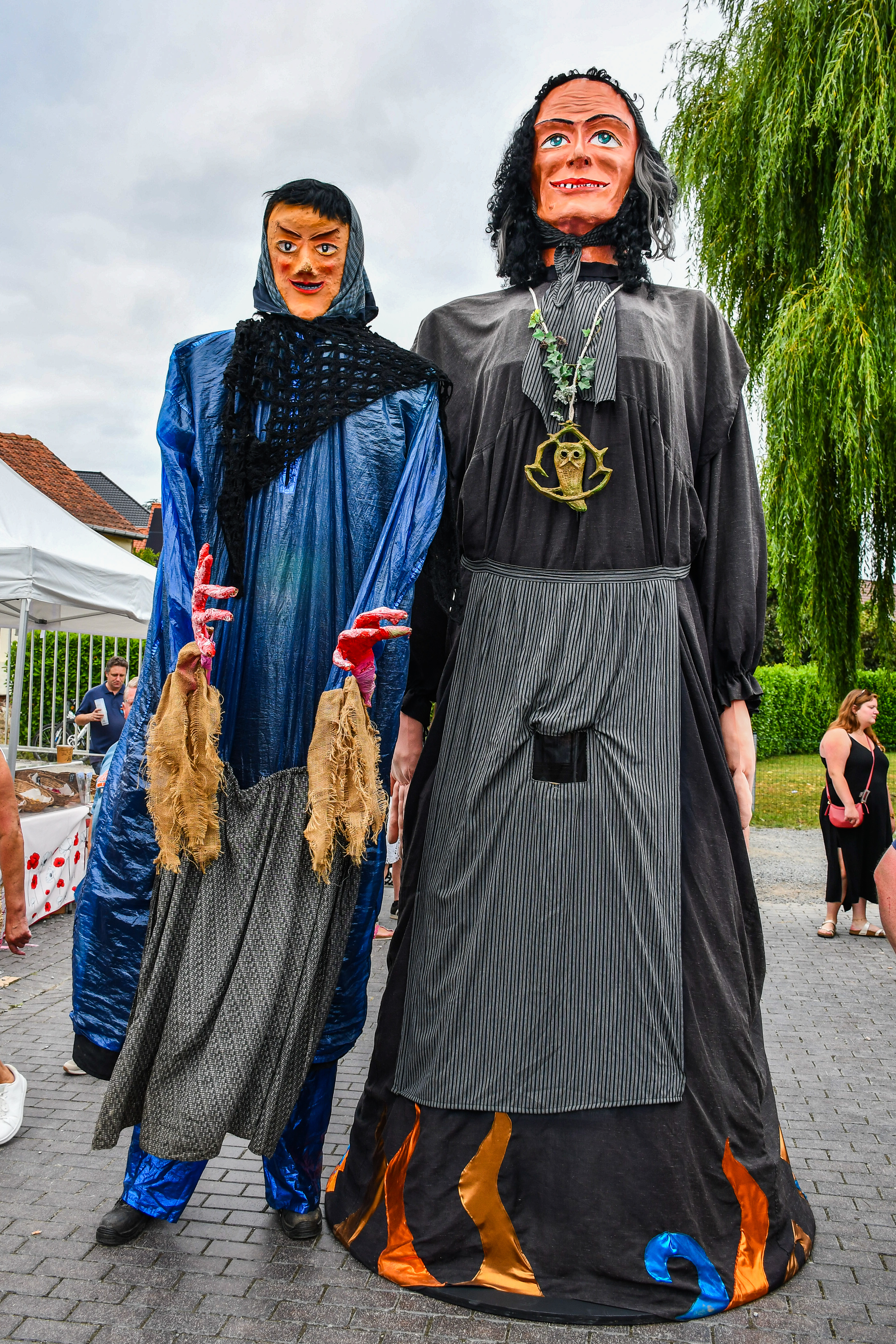
Les géantes Quintine et Malfada

### Les sorcières de Stambruges
Les sorcières de Stambruges est un groupe folklorique créé en 1987 d'après les légendes locales selon lesquelles des sorcières et le diable se réunissait dans le bois de Stambruges pour y mener des rituels de sorcellerie. Elles célèbrent leur Sabbat chaque année au début du mois de mai, au cours duquel elles déambulent en batterie dans les rues du village avant de se réunir dans un pré autour d'un grand feu, qu'il est d'ailleurs coutume de traverser, encore brulant, à la fin de la soirée sabbatique, pour y accomplir divers rituels. Les macrales d'Ermeton-sur-Biert et les sorcières d'Ellezelles accompagnent régulièrement leurs consœurs de Stambruges lors de ce Sabbat.
Les 13 sorcières stambrugeoises portent une longue tunique noire ou grise, des sabots de bois, une bourse et un demi-masque en cuir, le chapelet des incantations diaboliques réalisé avec des pommes de pins, un ramon (balai) ainsi qu'une imposante coiffe d'herbes sèches récoltées dans le bois bordant la mer de sable de Stambruges. Chaque sorcière possède un nom qui se réfère à l'essence forestière utilisée pour la réalisation de leur ramon (genette, myrtilette, bouleau, bruyère, hêtre, saule, charmeuse, bourdaine, châtaignier, noisetier, marronier, chêne, rougelle). Il s'agit traditionnellement des essences feuillues présentes dans la forêt de Stambruges. Leur nom est inscrit sur la bourse de cuir contenant le riz ensorcelé qu'elles déposent dans le cou des spectateurs.
Les sorcières sont accompagnées du diable et de ses aspirants, du baron du petit Coron qui conte la légende des sorcières, ainsi que de brigands qui protègent la tine contenant le riz ensorcelé. Elles se déplacent toujours en batterie.

Depuis 2024, un groupe féminin "l'othée des fées" racontant la légende éponyme accompagne les mégères.

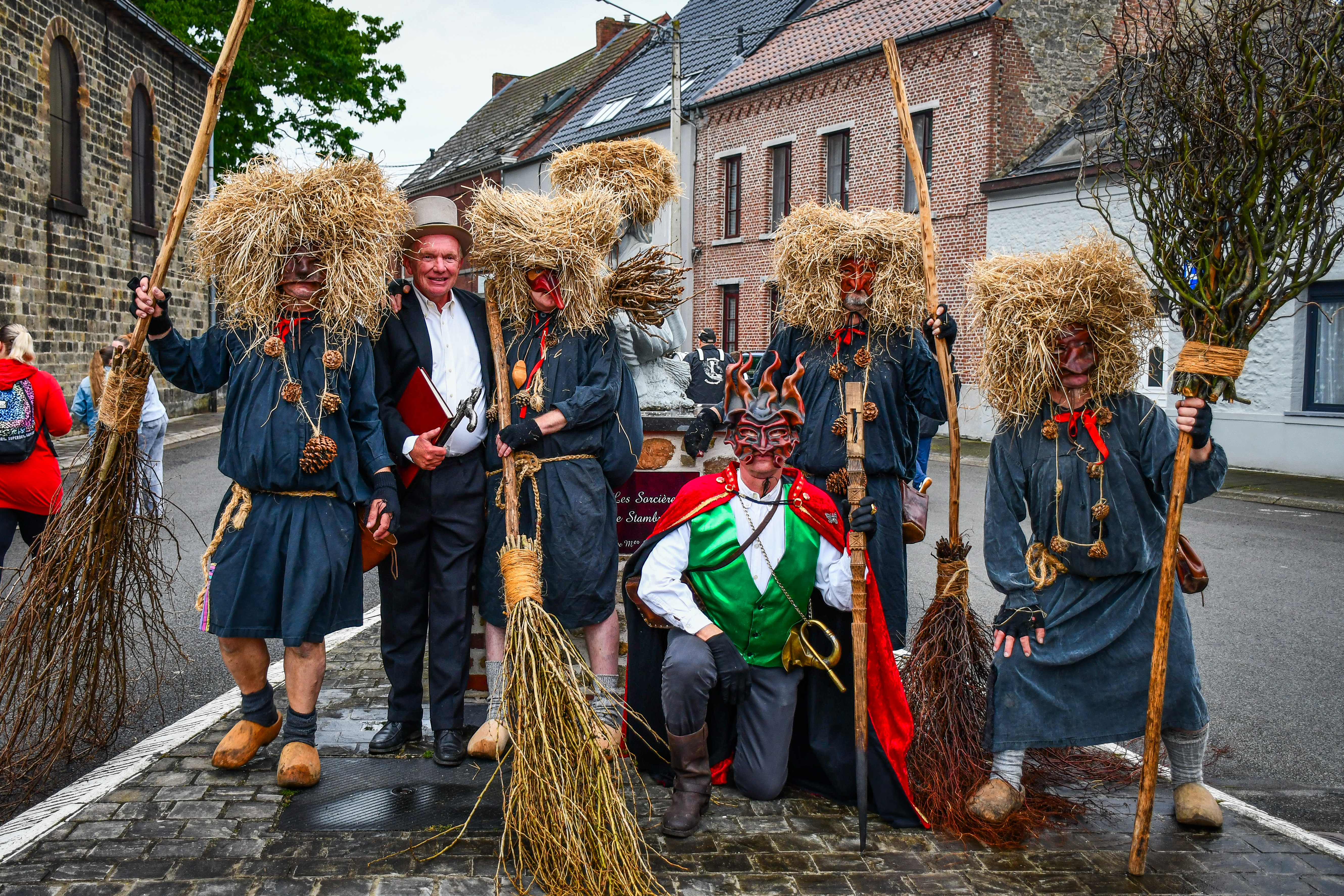
Les sorcières de Stambruges, leur diable et le baron du Petit Coron
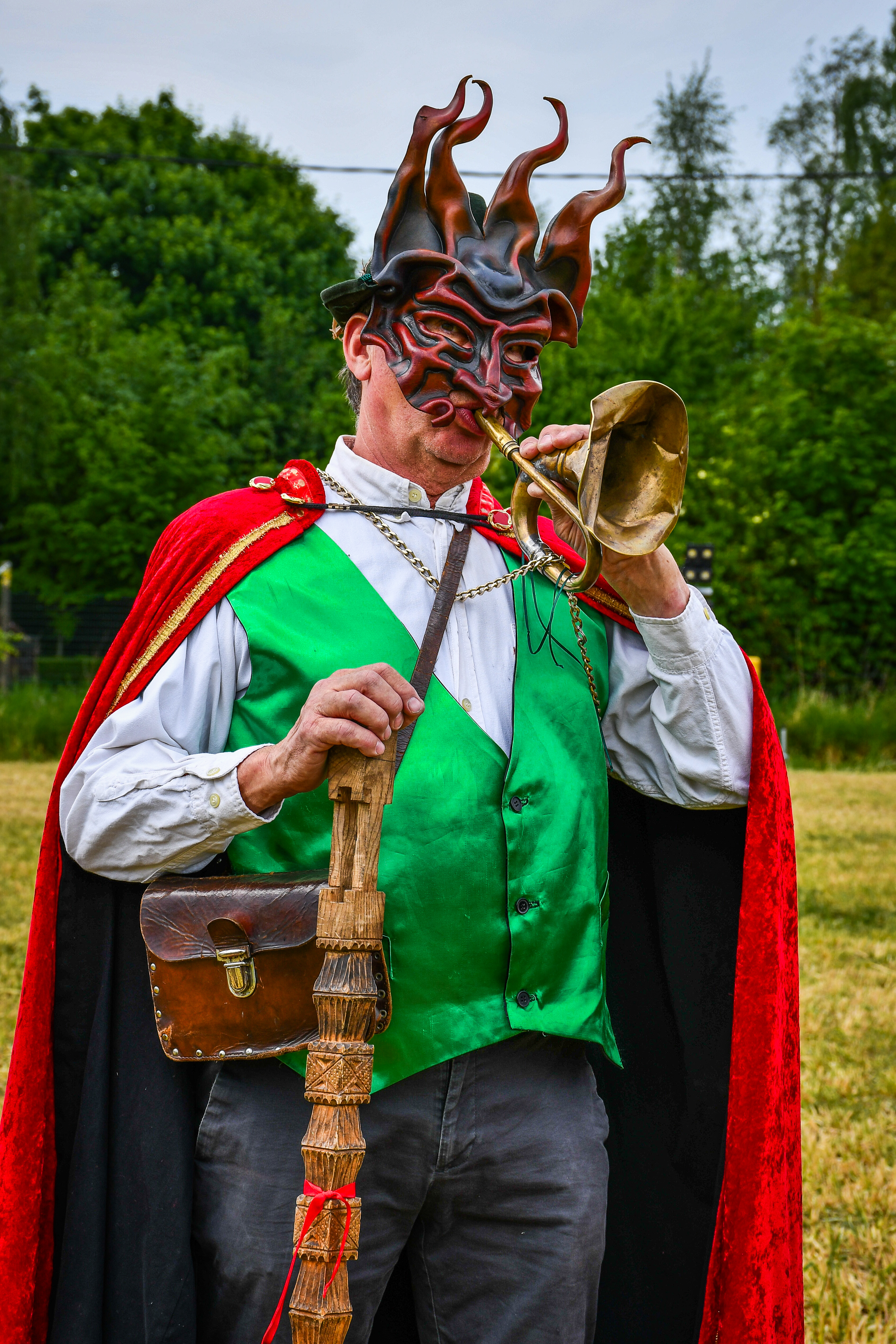
Le diable de Stambruges

### De Makrallen van Beverou macralles de Biévène
Les Macralles (en néerlandais Makrallen) est une association folklorique de Biévène qui vise à honorer l'histoire des sorcières dans la commune.
À Biévène, un village bilingue du Pajottenland dans le Brabant Flamand connu pour ses maquereaux, les sorcières sont depuis longtemps sujets de superstitions locales. Leurs origines, un procès de 1595, où les épouses de Liénard Del Val et de Sébastien Catier (on ne connait pas leurs prénoms) sont condamnées pour sorcellerie,. Après avoir été étranglées, elles ont été brûlées sur un bûcher,. Un an plus tard, en 1596, une femme aurait été lapidée, pour des motifs similaires, publiquement à la limite avec les terres du village du Bois-de-Lessines.
Au début du XXe siècle, le passé de sorcellerie de Biévène a été étudié par Dominique Delvin. Ce même passé est commémoré par les habitant·e·s de Biévène lors des jeux sans frontières de 1976 où Biévène était représenté par des sorcières en costume. Un an plus tard, en 1977, sur la lancée de cet évènement, le "groupe folklorique de sorcières biévénoises" est fondé,,.
En 2020, il y a environ trente macralles, de tout âge, qui sont déguisées et participent à de nombreux défilés et processions à Biévène, Mettet, Lessines et Beselare. En plus des sorcières, d'autres personnages participent à ces évènements comme le père de l'Inquisition, le noble, les fermiers ou paysannes. On retrouve dans l'association familles et enfants. Lors des défilés, les sorcières se mêlent à la foule et la taquinent avec leurs balais. Traditionnellement, à l'occasion des fêtes annuelles du village, les Macralles assurent le traditionnel lancer du "Kiekenpoot" d'or, littéralement le « jet de pattes de poulet d'or »,,. Elles organisent également annuellement une "Soirée gourmande avec des produits fermiers",.

En l'honneur de deux villageoises, nommée avec des prénoms d'emprunts, Marieke et Tinneke, condamnées pour sorcellerie en 1595, l'association Les Macralles a créé une statue et une géante,. La statue a été installée dans le village de Biévène en mai 2006 tandis que la géante a vu le jour en 2012,,. Cette dernière est reconnue par « Reuzen in Vlaanderen vzw ». Ses parents géants sont Dille Speer et Meer Lisse, tous deux célibataires. En 2014, la géante a été baptisée et elle a reçu comme marraine Rosalie géante de Petit-Enghien et comme parrain Goliath, géant de la ville de Grammont.

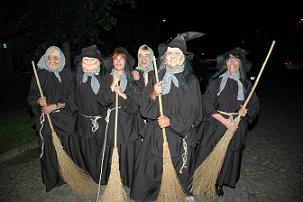
Les macralles de Biévène
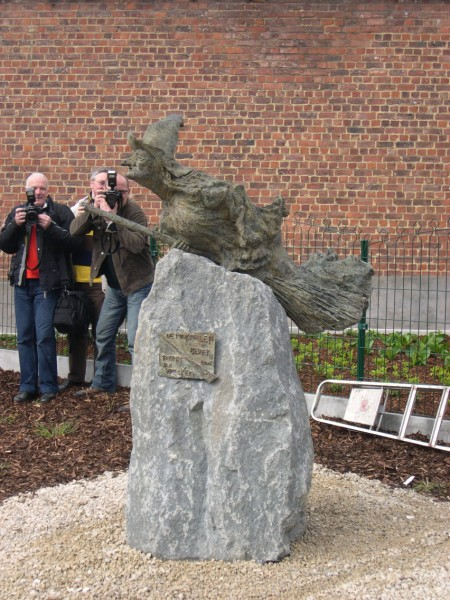
Statue de la sorcière Marie Catier à Biévène (2006)

## Les macrales dans les carnavals et les grands feux

### Les macrales et le carnaval d'Hélécine
Les macrales peuvent être aussi intégrées dans des carnavals et des laetare comme à Hélecine, commune de Hesbaye dans le Brabant Wallon. Durant ce carnaval de type rhénan où un Prince Carnaval se voit confier les clés du village pour trois jours et trois nuits, le cortège du dimanche occupe une place centrale. Au cours de celui-ci, où l'on distribue bonbons, pop-corn, peluches, ..., défile de nombreux chars et le géant Max, représentant le premier Prince de Carnaval d’Hélecine ainsi qu'un groupe d’une quarantaine de Macrales, accompagnées du Diable et de musiciens qui viennent taquiner et animer le public.

### Les sorcières de Lobbes
À l'instar des macrales d'Hélecine au carnaval de Lobbes, ville de Thudinie nichée le long de la Sambre et qui a accueilli une abbaye renommée pour sa Bible, des Sorcières font également partie des festivités. Ce carnaval, fondé en 1910, accueille également d'autres personnages comme les Hottes lobbaines (costumes de grand'mère) qui transportent dans leur hotte leurs maris; les Nonancourts, groupe folklorique fondé au début du XXe siècle, formant une société de musique originale, tant par son habit revisité que par ses interprétations ; les Gilles, les Paysans, etc.,
La société des Sorcières organise différents évènements pendant l'année, balade horrifique à Halloween, tournoi de belote, souper, etc.

### Les macrâles de la Famenne au carnaval marchois de la "Grosse Biesse"
À Marche-en-Famenne, commune luxembourgeoise nichée au cœur de l'Ardenne belge, on fête le carnaval de la Grosse Biesse (Grosse Bête en wallon). En l'honneur d'une légende, où cette bête de 20 mètres de long, il y a fort, fort longtemps, aurait semé la terreur parmi les nutons vivant dans les grottes du Fond des Vaulx, et aurait par la suite été apprivoisée par une petite fille, avec l’aide de son chien, et adoptée par la ville. Depuis lors, la Grosse Biesse revient tous les ans pour le carnaval, festivités de cinq jours, pour y cracher son "feu" de confettis. Cette bête est accompagnée de son bébé, des Biessons – qui pratiquent le shampouinage de confettis –, de Noss’Petit’ et du chien Filou – les autres personnages de la légende – et d’autres créatures et personnages tout droit sortis des légendes locales comme Gugusse, les Diables, le géant Le Grand George et les Macrales. Ces festivités marchoises se clôturent par le brûlage du « sac à malices » de Gugusse et de la bosse des Gilles.
Le groupe des macrâles de la famenne a été fondée en 1995, grâce à des jeunes animateurs scouts motivés de participer au folklore locale et avec le soutien financier de Jean-Marie Lobet (aide de 4000 Francs belges (l’équivalent à l’époque d’environ un dixième du salaire d’un ouvrier)). Le costume a été constitué à partir de masques achetés pour l'occasion et de recherches dans les vides greniers.

### La "Tchesse aux macrales" d'Ermeton-sur-Biert
À Ermeton-sur-Biert, village namurois, les sorcières ont été le motif invoqué pour perpétuer et réinventer la tradition des grands feux. Ainsi, outre le grand feu traditionnel, le village et surtout les enfants participent à une chasse aux sorcières où une fois trouvées elles sont jugées en wallon et condamnées à subir une terrible sentence... un bain de confettis,

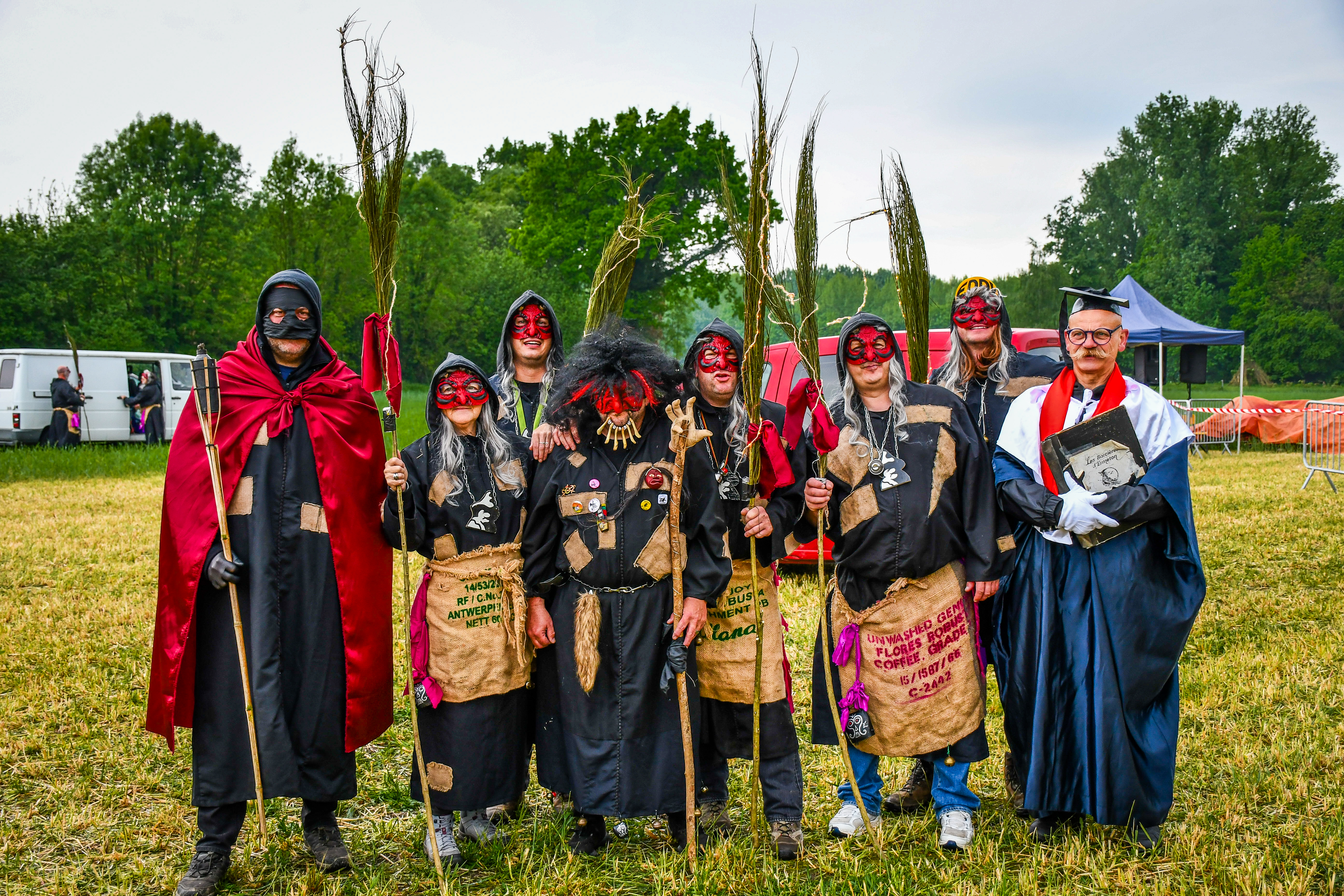
Quelques macrales d'Ermeton-sur-Biert accompagnées de leur juge et du bourreau

## Les macrâles dans la culture populaire
En littérature et bande dessinée :
- La Tchalette, 1982, par Jean-Claude Servais, éd. Lombard, col. Histoires et Légendes[70]
- Bob et Bobette - Les Macrâlles Macabres, 2003, par Willy Vandersteen (Dessin & Scénario) et Quadrichromie (Couleurs), éd. Standaard (sponsorisé)[71].
- Macrales et corbeaux, 2024, par Ghi, éd. Glénat, col. TreizeEtrange[72].

Dans l'audiovisuel :
- Un Sabbat de Macralles fictif se déroule dans le 9e épisode dans la première saison de la série télévisée belge Baraki, les macralles du Val de Salm (Vielsalm) ainsi que leur géante Gustine Maka y sont représentées[73].